# Yan Valery
Yan Valery (Champigny-sur-Marne, Francia, 22 de febrero de 1999) es un futbolista francés que juega de defensa en el Sheffield Wednesday F. C. de la EFL Championship de Inglaterra.

## Selección nacional
En categorías inferiores ha sido internacional con Francia sub-17 y sub-18. En enero de 2019 mostró su predisposición a jugar con Túnez, país del que tiene ascendencia. Debutó con su selección absoluta en septiembre de 2022 en un amistoso ante Brasil.

## Clubes
| Club                             | País       | Año       |
| -------------------------------- | ---------- | --------- |
| Southampton F. C.                | Inglaterra | 2018-2022 |
| Birmingham City F. C. (préstamo) | Inglaterra | 2021      |
| Angers S. C. O.                  | Francia    | 2022-2024 |
| Sheffield Wednesday F. C.        | Inglaterra | 2024-     |